# Cargeghe
Cargeghe – miejscowość i gmina we Włoszech, w regionie Sardynia, w prowincji Sassari. Graniczy z Codrongianos, Florinas, Muros, Osilo i Ossi.
Według danych na rok 2004 gminę zamieszkiwało 606 osób, 50,5 os./km².